# Butler (Oklahoma)
Butler es un pueblo ubicado en el condado de Custer en el estado estadounidense de Oklahoma. En el año 2010 tenía una población de 287 habitantes y una densidad poblacional de 260,91 personas por km².

## Geografía
Butler se encuentra ubicado en las coordenadas 35°38′14″N 99°11′09″O / 35.637156, -99.185801.

## Demografía
Según la Oficina del Censo en 2000 los ingresos medios por hogar en la localidad eran de $29,375 y los ingresos medios por familia eran $32,083. Los hombres tenían unos ingresos medios de $25,500 frente a los $24,583 para las mujeres. La renta per cápita para la localidad era de $13,917. Alrededor del 29.8% de la población estaban por debajo del umbral de pobreza.